# Szent Vlagyimir-székesegyház (Kijev)
A Szent Vlagyimir-székesegyház (Володимирський кафедральний патріарший собор) Kijevben, a Tarasz Sevcsenko körút 20-ban áll.

## Története
A kereszténység felvételének 900. évfordulója alkalmából építették, ezért nevezték el a Kijevi Rusz akkori uralkodójáról, I. Vlagyimir nagyfejedelemről. Az építkezéshez szükséges pénz nagyját I. Miklós cár adta, a többit országos gyűjtéssel teremtették elő — így például a Pecserszka Lavra 1 millió téglát adott. 1862-ben rakták le az alapjait, de csak 1896-ra készült el. Ivan Vasziljevics Strom pétervári és P. I. Szparro egyházmegyei építész eredetileg 13 kupolásra tervezte, de az 1853-ban jóváhagyott terv túl sokba került volna, ezért az építkezést Alekszandr Vikentjevics Beretti egyszerűbb elképzelése szerint kezdték el. Később további építészek (R. B. Bernhardt, Karl Jakovlevics Majevszkij, Vlagyimir Nyikolajevics Nyikolajev) közreműködése is szükségessé vált — így például a központi kupolát nem sikerült megépíteni az eredetileg tervezett formában, mert berogyott. Emiatt az épületet két kereszthajóval egészítették ki, a külső falakat pedig támpillérekkel erősítették meg. 1896-ban szentelték fel II. Miklós cár és felesége, Alexandra Fjodorovna jelenlétében.

## Az épület

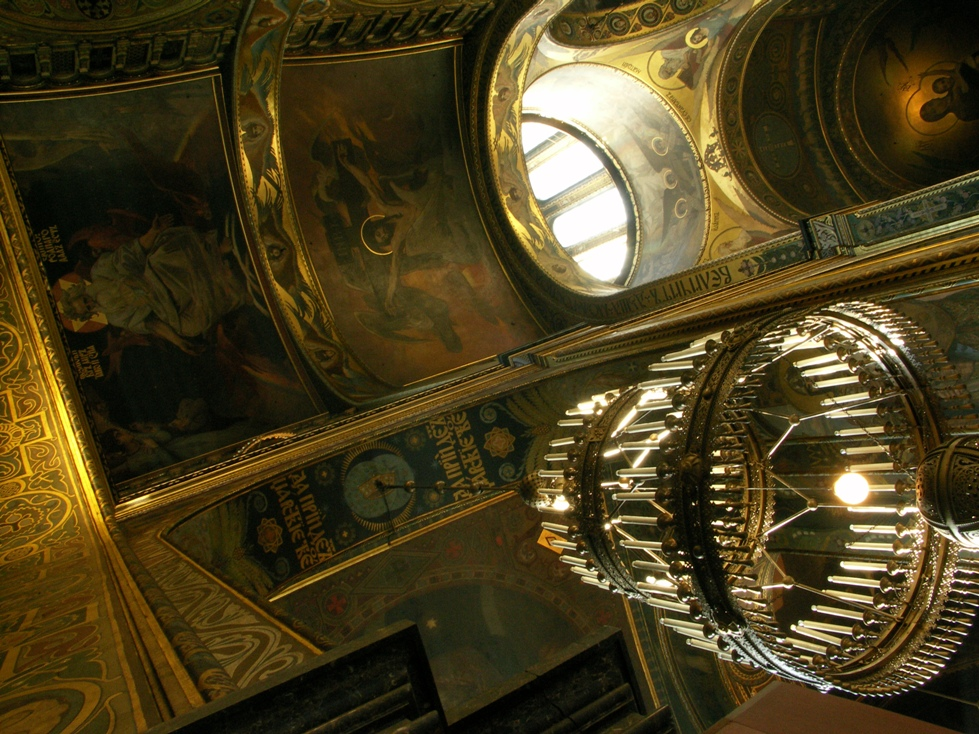
A főhajó mennyezete

Neobizánci (orosz-bizánci) stílusú külseje a keleti szlávok vallásának bizánci eredetére emlékeztet. Alaprajza oroszos, de az 54,93 m hosszú, 29,85 m széles és a főkupola keresztjével együtt 48,99 m magas templomot hét kupola ékíti.
A főhajó freskóit 9 orosz (Viktor Mihajlovics Vasznyecov, Mihail Alekszandrovics Vrubel, Mihail Vasziljevics Nyesztyerov), lengyel (Wilhelm Kotarbiński, illetve oroszosított névváltozattal: Pavel Alekszandrovics Szvedomszkij), valamint ukrán (Viktor Zamirajlо, Коsztyenko, Pimonyenko) festő 11 éven át készítette Adrian Viktorovics Prahov professzor vezetésével. A képek fő témája Vlagyimir és a kijeviek keresztelése.
A templom falait, padlóját színes, francia, belga, olasz és spanyol márványlapok díszítik.

## Berendezése
A háromajtós, keresztkupolás templomba kétszárnyas, bronzzal borított ajtón lehet bejutni. A gazdagon díszített borítás központi alakja Olga fejedelemasszony (Vlagyimir nagyanyja), amint felveszi a kereszténységet. A további domborműveken unokája, Vlagyimir fejedelem jelenik meg.
Az ikonosztáz carrarai márványból készült.

## Környezete
A templom melletti kút vize a néphit szerint különösen tartós, sokáig eláll és gyógyhatású.